# Лиман Сергій Іванович
Сергій Іванович Ли́ман (нар. 22 травня 1966, с. Міндерла, Красноярський край, РРФСР) — український історик, педагог. Кандидат історичних наук (1994), доктор історичних наук (2010), професор (2010).

## Біографія
Сергій Іванович Лиман народився 22 травня 1966 року в селі Міндерла Красноярського краю в родині військового. Трудову діяльність почав лаборантом Омської СШ № 1 (1983—1984). Також у цих роках був студентом заочного відділення історичного факультету Омського державного університету. Упродовж 1984—1986 років проходив службу у прикордонних військах.
У 1990 році закінчив Харківський державний університет. У 1993—1994 роках — старший викладач кафедри всесвітньої історії Харківського педагогічного інституту. Захистив кандидатську дисертацію: «Медієвістика в Україні в кінці XIX — на початку ХХ ст.» (наук. керівник — доцент А. І. Митряєв) у Дніпропетровському державному університеті (1994).
Від 1994 року викладав у Харківській державній академії культури. У 2013 році обійняв посаду завідувача кафедри туристичного бізнесу. Викладав курси: «Історія  туризму», «Міжнародний туризм», «Символіка народів світу», «Історія середніх віків», «Сучасна історія зарубіжних країн». За роки праці в ХДАК викладав також такі курси: «Історія зарубіжних слов'ян», «Побут та менталітет європейців у добу Хрестових походів», «Соціальна історія», «Вступ до спеціальності (музейна справа)», «Економіка, організація та правове регулювання музеїв», «Історія України», «Етнографія України».
У 2010 році в Харківському національному університеті імені В. Н. Каразіна захистив докторську дисертацію: «Середньовічні цивілізації Західної, Центральної та Південно-Східної Європи: досвід досліджень в українських землях російської імперії (1804 — перша половина 1880 рр.)» (наук. консультант — професор С. Б. Сорочан).
Від 2019 року — професор кафедри світової політики, дипломатії та туристичного бізнесу Харківського національного університету імені В. Н. Каразіна. Викладає навчальні дисципліни: «Історія міжнародних відносин», «Теорія міжнародних відносин», «Збройні конфлікти та їх прогнозування», «Міжнародні відносини та світова політика», «Глобальна безпека та міжнародні конфлікти», «Дипломатія та розвідка», «Міжнародно-політична регіоналістика», «Міжнародні системи та глобальний розвиток», «Німеччина та Франція у європейській та світовій політиці», «Тероризм у сучасній системі міжнародних відносин».
Вчений входить до складу редакційної колегії наукових видань «Нартекс. Byzantina Ukrainensia», «Візантійська мозаїка», «Питання стародавньої та середньовічної історії, археології й етнології», «Науковий вісник Дипломатичної академії України» та ін. Є членом спеціалізованих вчених рад із захисту дисертацій зі спеціальності «Всесвітня історія», «Історія України», «Історія та археологія». Також входить до складу Української Асоціації візантійських студій.
Наукові інтереси стосуються проблем медієвістики в Україні наприкінці 19 — на початку 20 ст. Досліджує історію міжнародних відносин та дипломатії, історію воєнних конфліктів, історію розвідки, історію середніх віків, історію міжнародного туризму, світову політику, історіографію.
За досягнення та внесок у розвиток туризму професора С. І. Лимана відзначено Почесною грамотою департаменту з питань культури й туризму Харківської обласної державної адміністрації (2016).

## Науковий доробок
- Історія зарубіжної православної церкви в працях медієвістів України кінця ХIX– початку ХХ ст. // Культура України: зб. наук. пр. / Харків. держ. акад. культури. Харків, 1997. Вип. 4. С. 64–71.

- Історія західних і південних слов'ян: з давніх часів до XX ст.: навч. посіб. для студ. іст. спец. вищ. навч. закл. / Яровий В. І., Ілюшин І. І., Лиман С. І. Рудяков П. М. ; За ред. В. І. Ярового. Київ: Либідь, 2001. 630 с.
- Идеи в латах: Запад или восток? Средневековье в оценках медиевистов Украины (1804 — первая половина 1880-х гг.): монография / С. И. Лиман ; М-во культуры и туризма Украины, Харьк. гос. акад. культуры. Харьков, 2009. 688 с.
- Історія Першого Болгарського царства в працях та навчальних курсах дослідників України (ХІХ — початок ХХ ст.) // Вісн. Харків. держ. акад. культури: зб. наук. пр. 2011. Вип. 34. С. 34–44.
- Історія середньовічної Західної Європи та Візантії у творчості й навчальних курсах приват-доцента Імператорського Харківського університету Євгена Олександровича Черноусова (1869– ?) // Вісн. Харків. держ. акад. культури: зб. наук. пр. 2014. Вип. 42. С. 24–32.
- Лиман С. І., Парфіненко А. Ю., Посохов І. С. Історія туризму: навч. посіб. Суми: ПФ «Видавництво „Університетська книга“», 2018. 372 с.
- Лиман С., Парфиненко А. Международните отношения на Балканите в средните векове в творчеството на Михаил Петров и Марин Дринов // Списание на Българската академия на науките. София, 2019. № 5. С. 15-22.
- Лиман С. Осяяні вогнем: Столітня війна в творчості професора імператорського Харківського університету М. Н. Петрова (1826—1887) // Вісник Харківського національного університету імені В. Н. Каразіна. Серія «Історія». Харків, 2021. Вип. 60. С. 49-71.
- Lyman S., Bielousova M. Cyprus-France relations and problems of region security // Вісник Харківського національного університету імені В. Н. Каразіна. Серія «Міжнародні відносини. Економіка. Країнознавство. Туризм». 2022. № 15. С. 8-14.
- Лиман С. Швеція у довестфальську добу міжнародних відносин: досвід досліджень учених України у ХІХ –на початку ХХ ст. // UcrainicaMediaevalia, 2023. № 5. С. 53-65.
- Лиман С. І., Парфіненко А. Ю. Історія міжнародних відносин та дипломатії (довестфальська доба): навч. посіб. Суми: Університетська книга, 2024. 700 с.